# Distretto di Gangzha
Il distretto di Gangzha (港闸区S, Gǎngzhá QūP) è stato un distretto della Cina, situato nella provincia di Jiangsu e amministrato dalla prefettura di Nantong.
Nel luglio 2020 venne unito al distretto di Chongchuan.